# De Hoop (Elspeet)
De molen De Hoop is een in 1894 gebouwde windmolen en staat aan de Molenweg 12 in Elspeet in de Nederlandse gemeente Nunspeet. Deze half belt-, half stellingmolen is gebouwd ter vervanging van een standerdmolen die was afgebrand. De belt- en stellinghoogte bedraagt 3,60 meter. Bij de restauratie in 2012 is rondom de molen een nieuwe belt aangebracht en is het stellingdeel verdwenen.

## Beschrijving

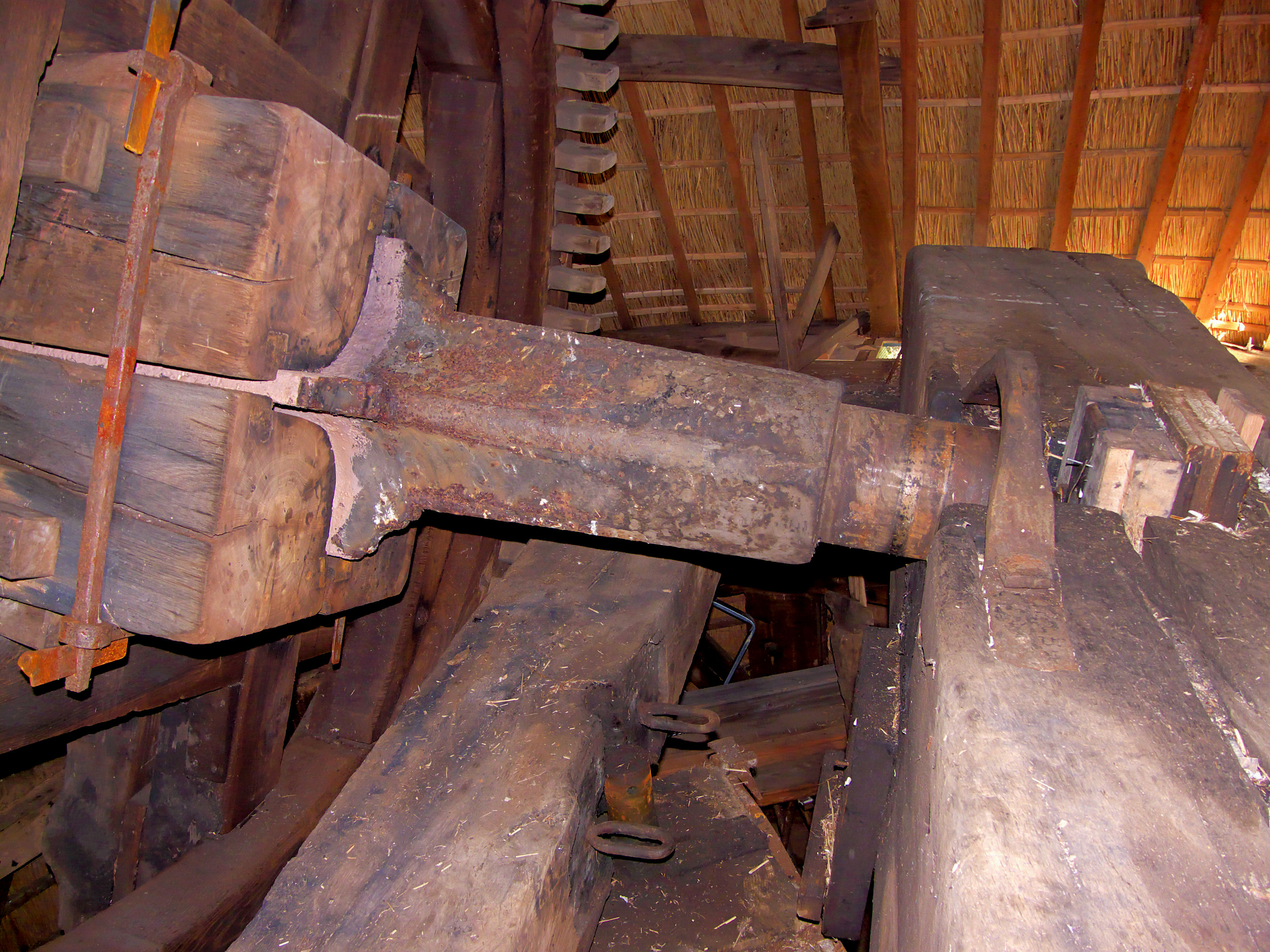
Penzijde bovenas. Penbalk naast ijzerbalk.

De Hoop is een achtkante houten korenmolen met drie koppel maalstenen. Onder in de molen staat op een maalstoel het elektrisch aangedreven koppel. De windgedreven koppels hebben 16der kunststenen. Het houten achtkant was oorspronkelijk gebouwd als poldermolen in Wateringen, en werd in 1894 verplaatst naar Elspeet. De molen was een ondermolen; de bijbehorende middenmolen Maria-Antoinette staat in het Brabantse Zeilberg.
De staat waarin de molen verkeert is uitwendig goed, maar het binnenwerk is nog slecht. In de molen zitten nog diverse, ijzeren assen met door riemen aangedreven wielen.
Het gevlucht was 22,50 m. en had fokwieken met remkleppen. De ijzeren binnenroe was van fabrikant Schuitema en de geklonken buitenroe van de Belgische fabrikant Verhaeghe. De buitenroe was over twee heklatten (ongeveer 80 cm) verlengd met een gelast deel. Het gevlucht wordt op de wind gezet met een kruirad, vroeger met een kruilier. De kap van de molen draait op een Engels kruiwerk.
De gietijzeren bovenas van de firma Enthoven uit 's-Gravenhage stamt uit 1847 en is 4,40 m lang. Hierdoor ligt de zeer zware penbalk ver naar voren en zit er tussen de penbalk en de korte spruit een lange, zwaar uitgevoerde balk.
De molen wordt gevangen (geremd) met een Vlaamse blokvang, die bediend wordt met een vangstok.
Voor het luien (ophijsen) is een elektrisch luiwerk aanwezig.

## Overbrengingen
- De overbrengingsverhouding is 1 : 4,8.
- Het bovenwiel heeft 75 kammen en de bonkelaar heeft 36 kammen. De koningsspil draait hierdoor 2,08 keer sneller dan de bovenas. De steek, de afstand tussen de kammen, is 11 cm.
- Het spoorwiel heeft 92 kammen en de steenrondsels 40 staven. De steek is 9 cm. De steenrondsels draaien hierdoor 2,3 keer sneller dan de koningsspil en 4,8 keer sneller dan de bovenas.

## Restauratie
In 1962 en 1972 is de molen gerestaureerd. In 2010 was een nieuwe opknapbeurt noodzakelijk. De restauratie werd aangpakt door Groot Wesseldijk uit Lochem. De roeden werden verwijderd en de kap en het rollenkruiwerk afgenomen. In 2011 kon de herstelde en met nieuw riet gedekte kap terug worden geplaatst. De weeg en het rietdek op het houten achtkant zijn hersteld. Tevens zijn de korte en lange spruiten en de houten achtkant opnieuw geverfd. De lange spruit is van ijzer. De staart is geheel vernieuwd. In 2012 zijn de fokwieken met remkleppen gestoken, waardoor de molen weer draaivaardig was.

## Fotogalerij

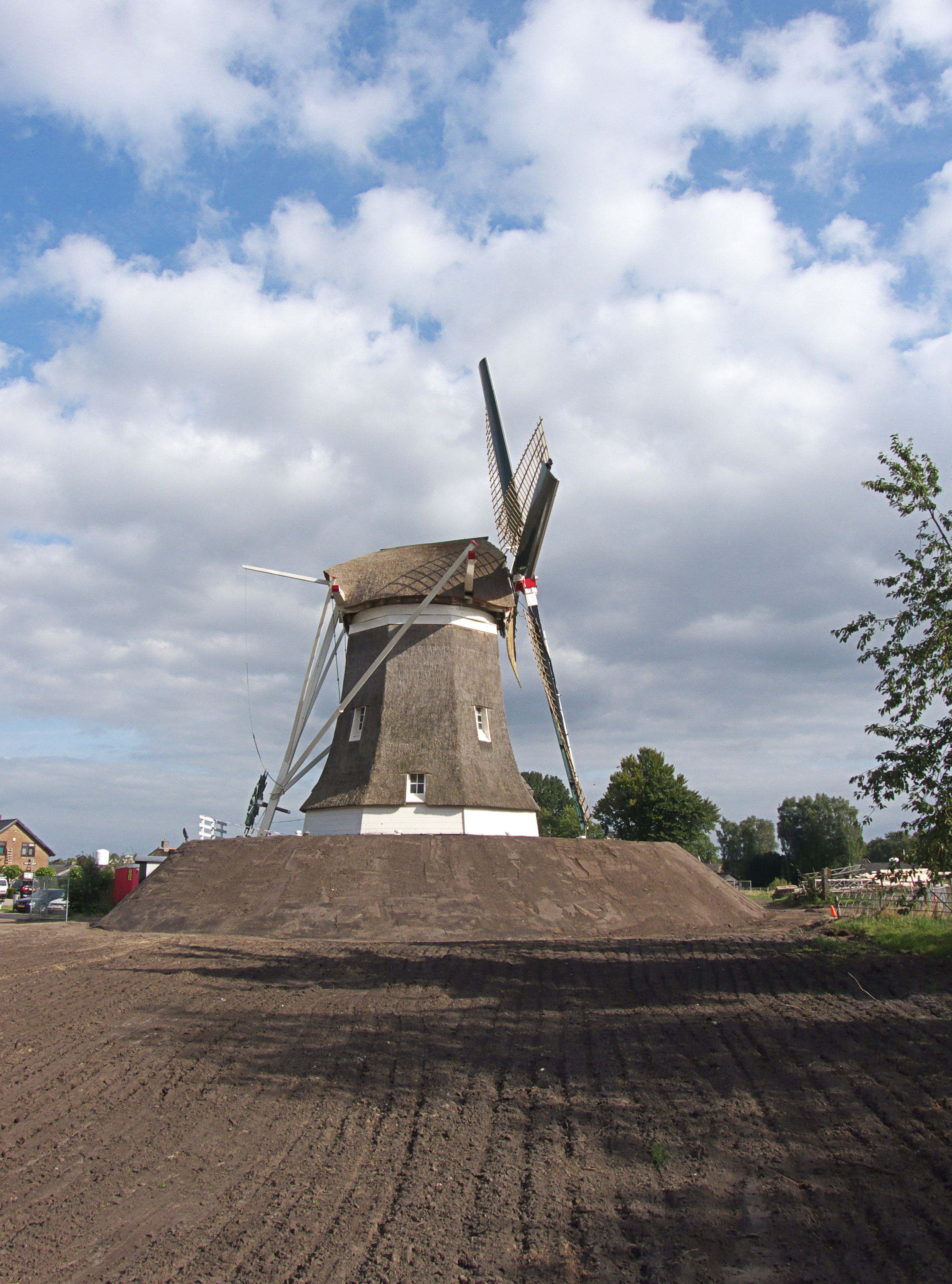
Belt
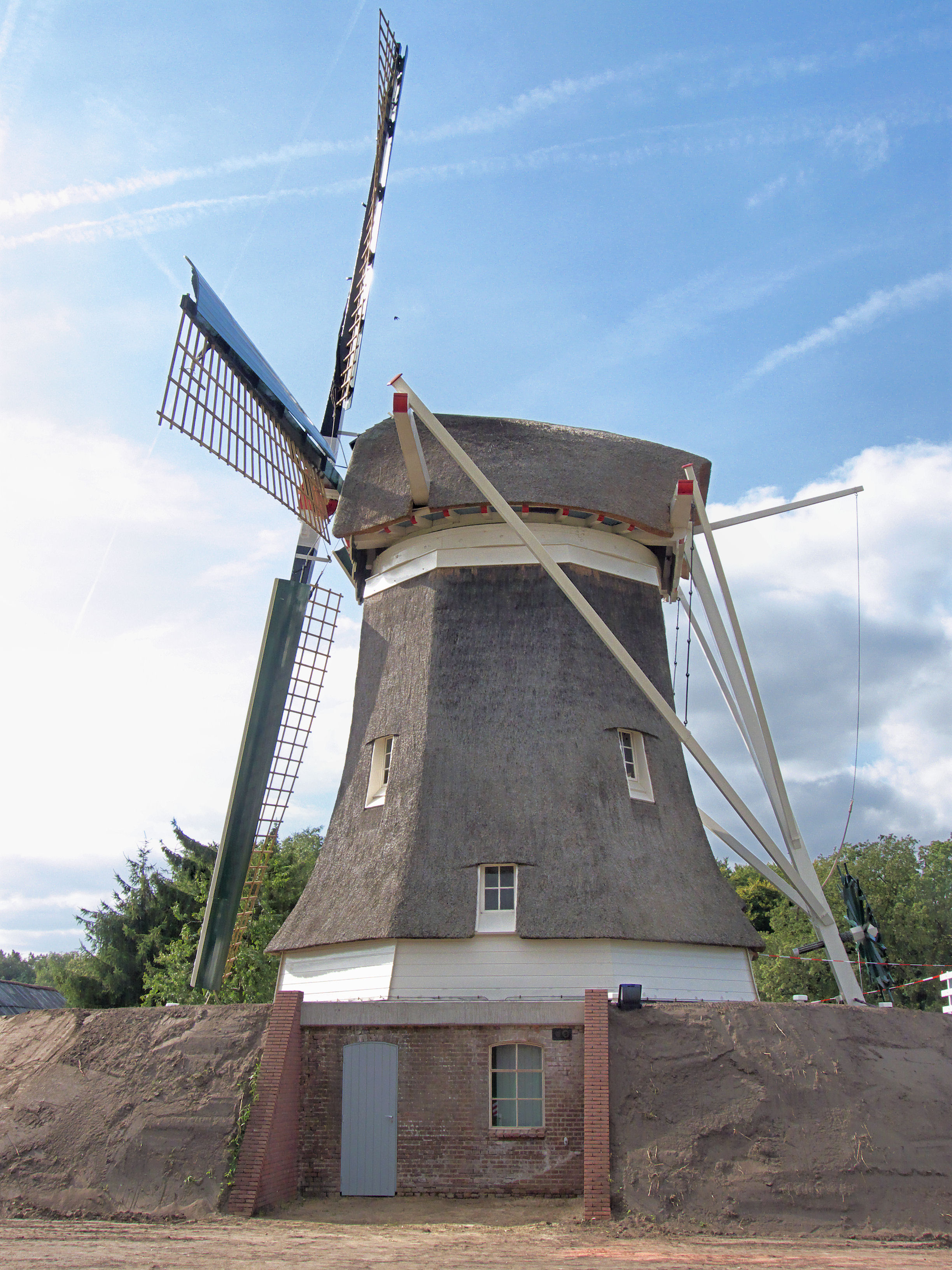
Zijingang
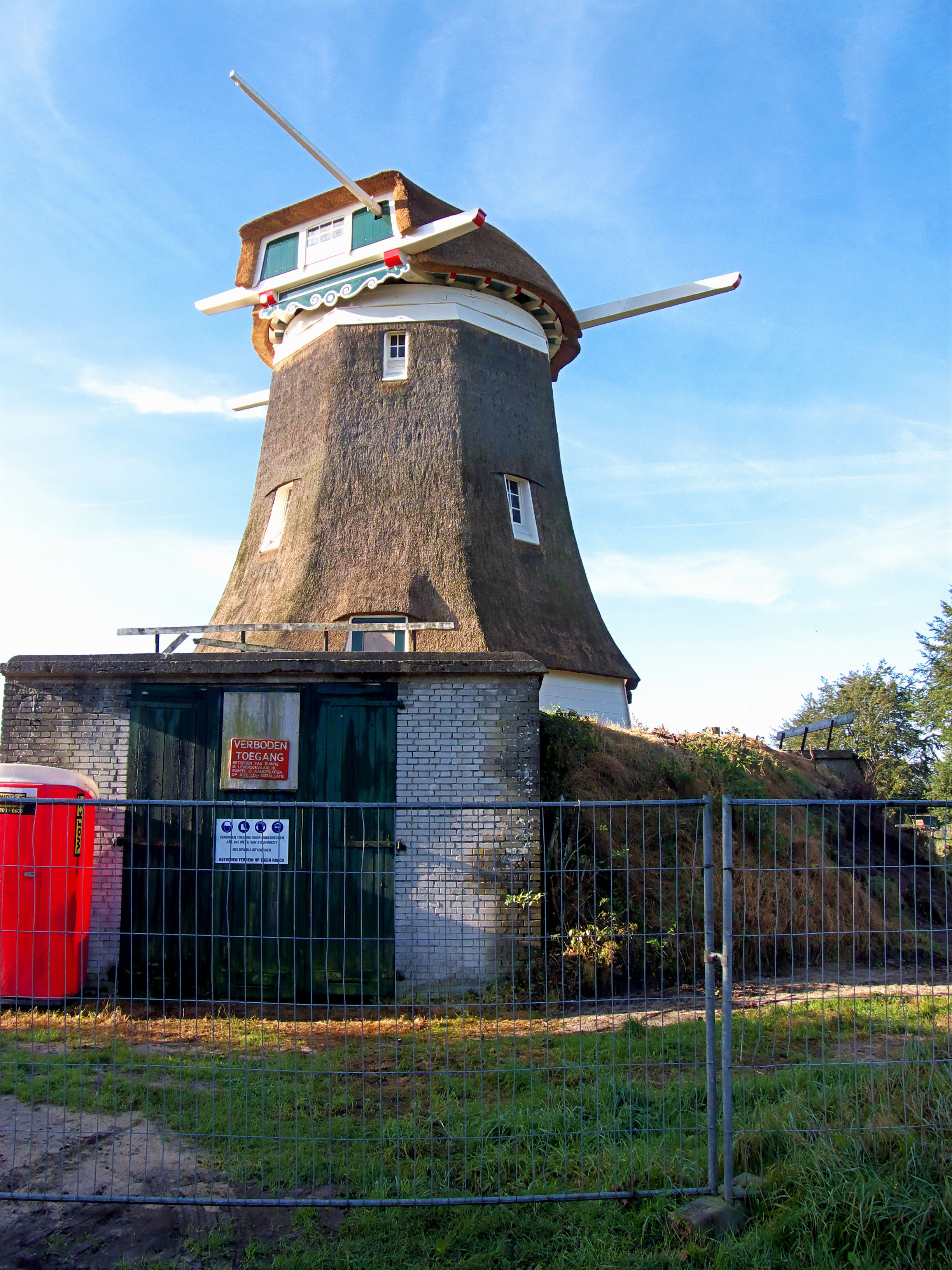
Invaart
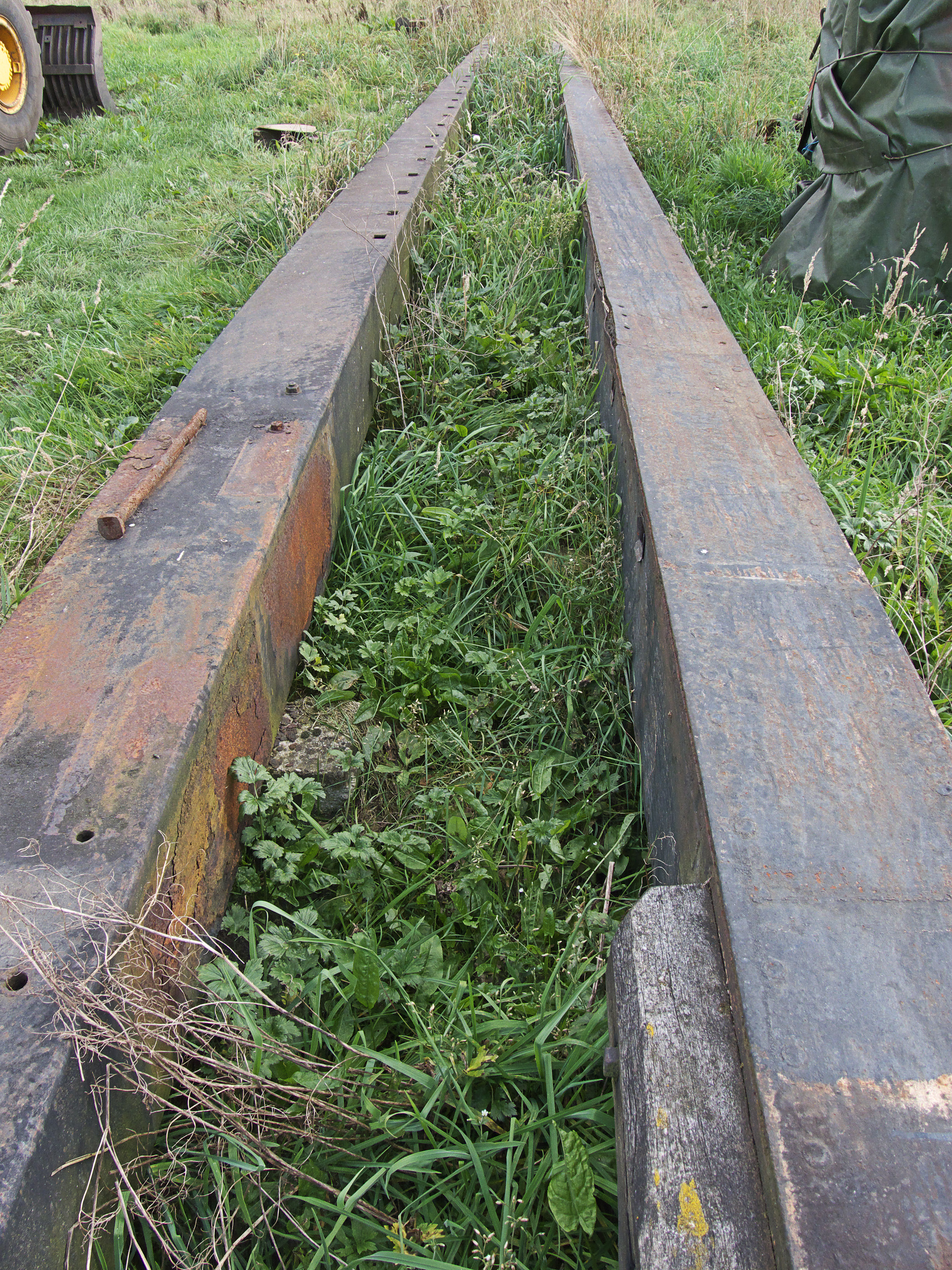
De afgedankte roeden. Links de gelaste binnenroe van Schuitema en rechts de met ongeveer 80 cm verlengde (aangelast) geklonken buitenroe van de Belgische firma Verhaeghe.
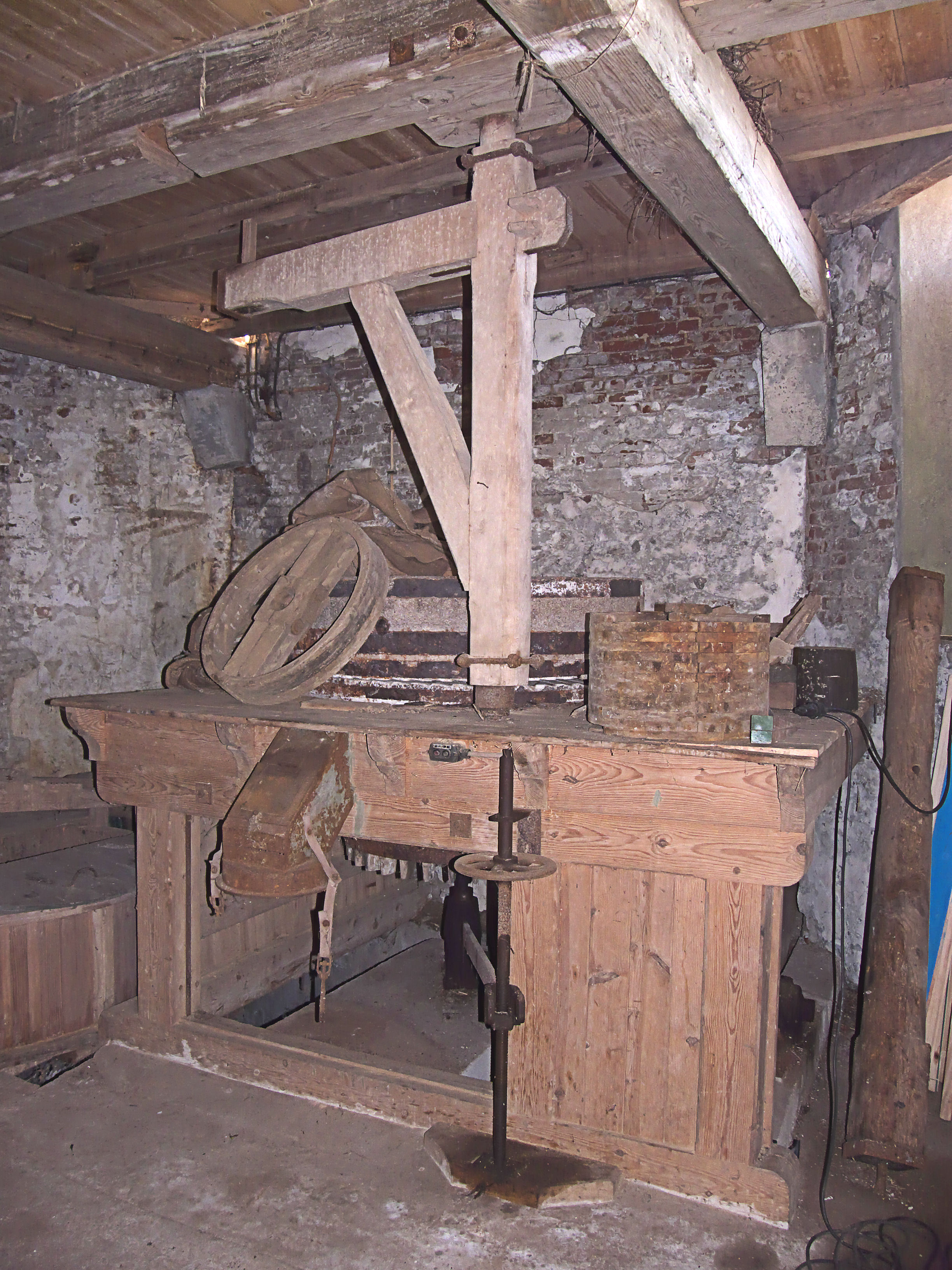
Maalstoel met motorkoppel
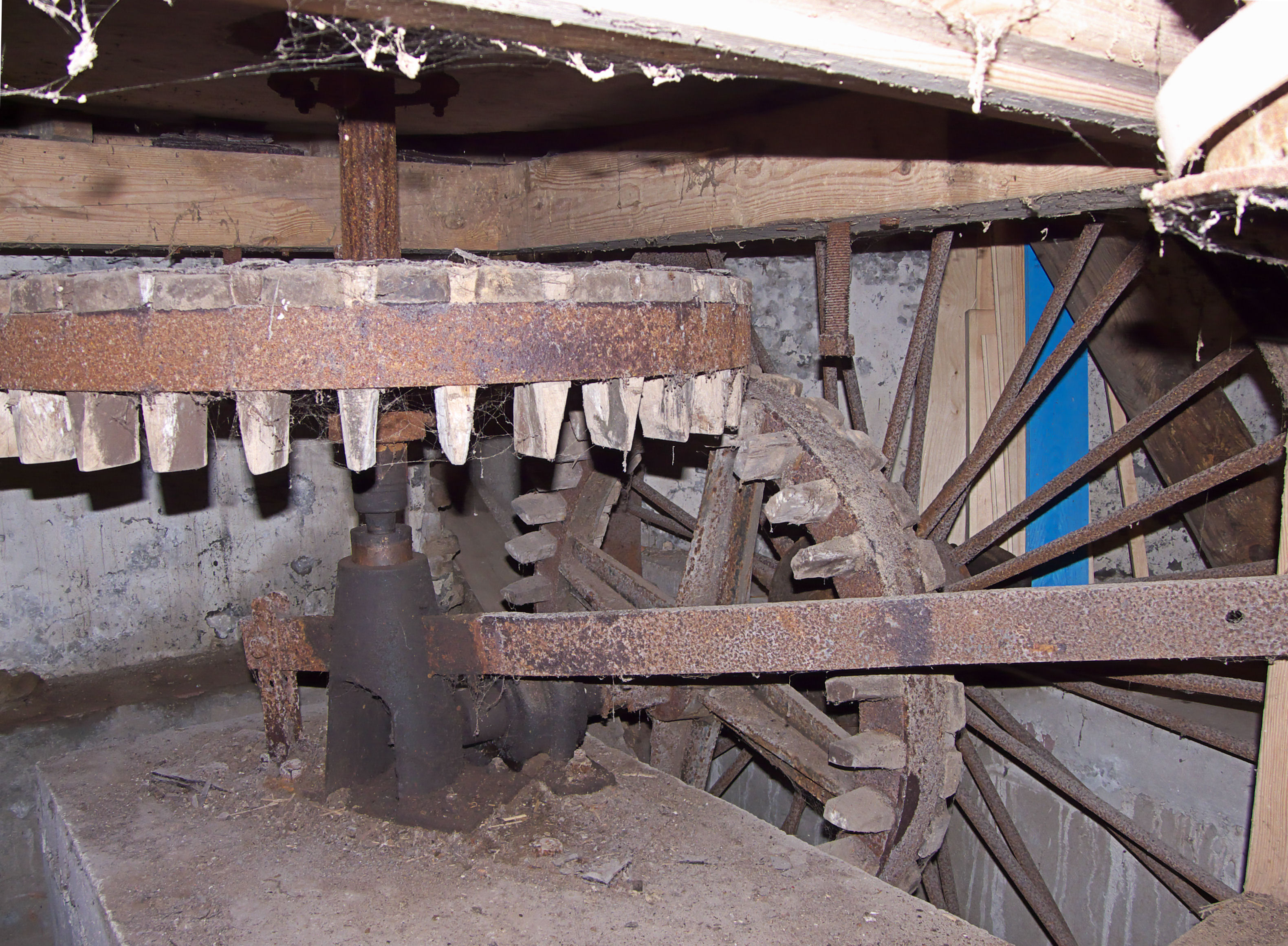
Aandrijving motorkoppel
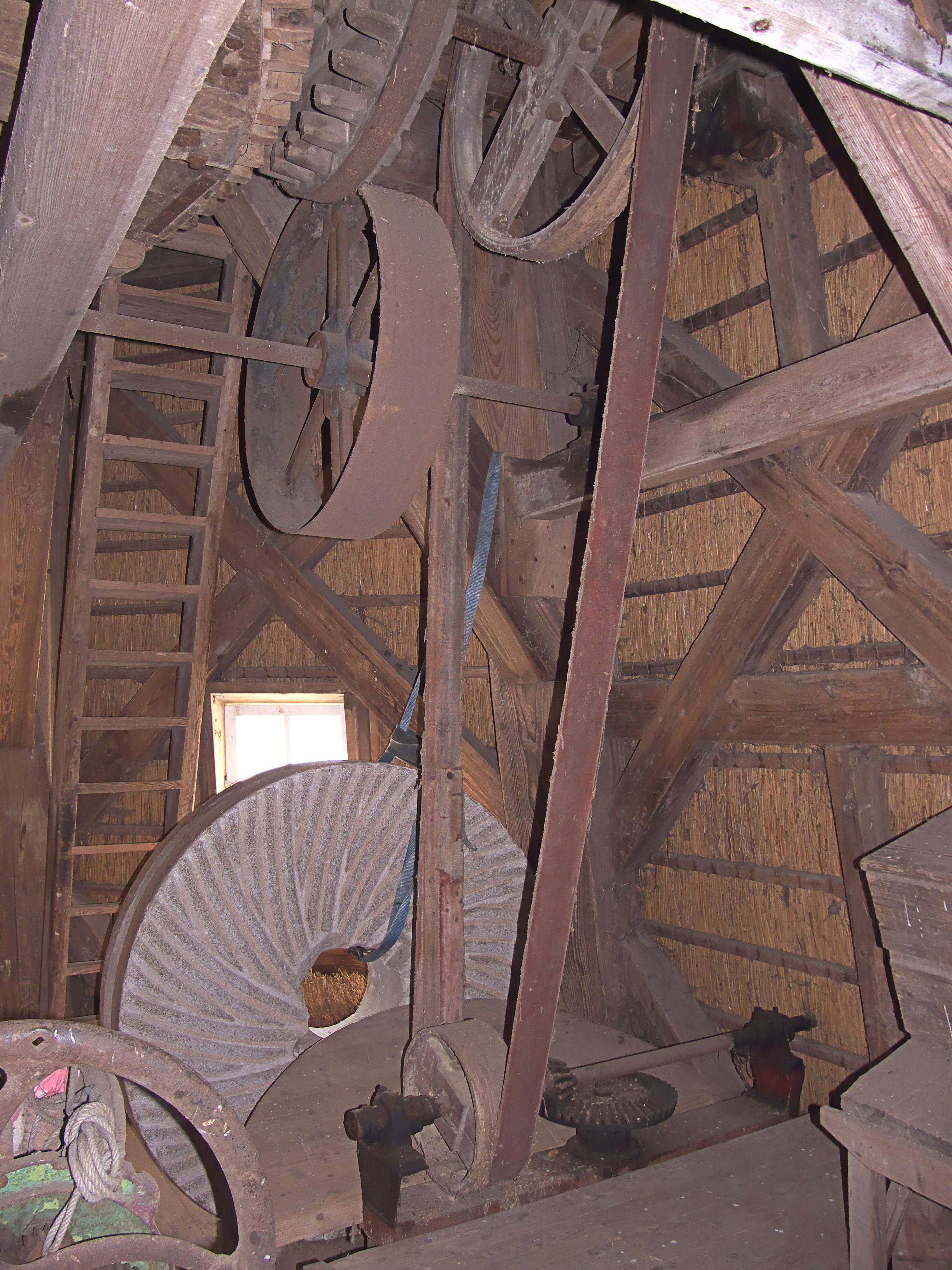
Aandrijfwerk op steenzolder
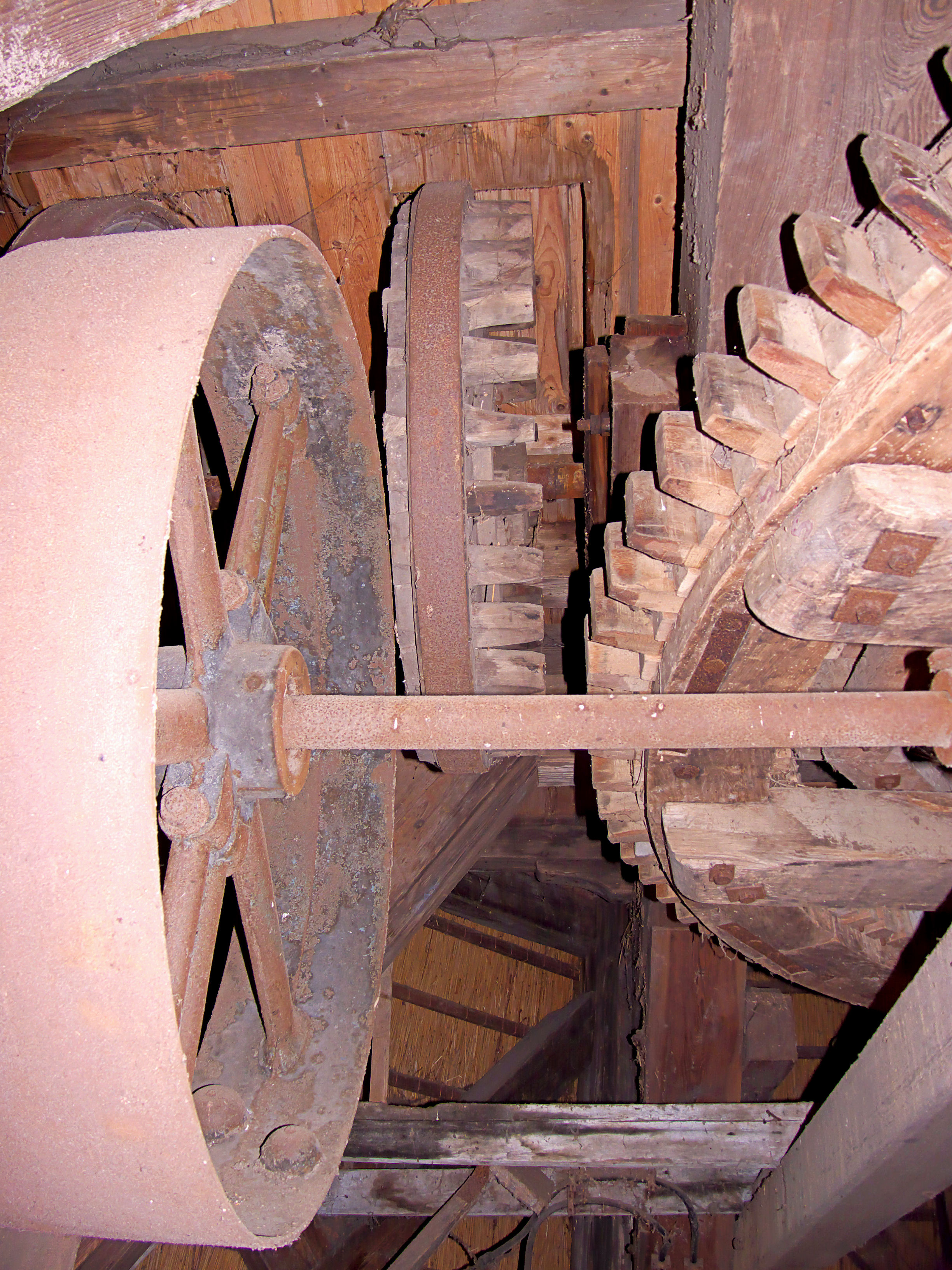
Aandrijfwerk op steenzolder
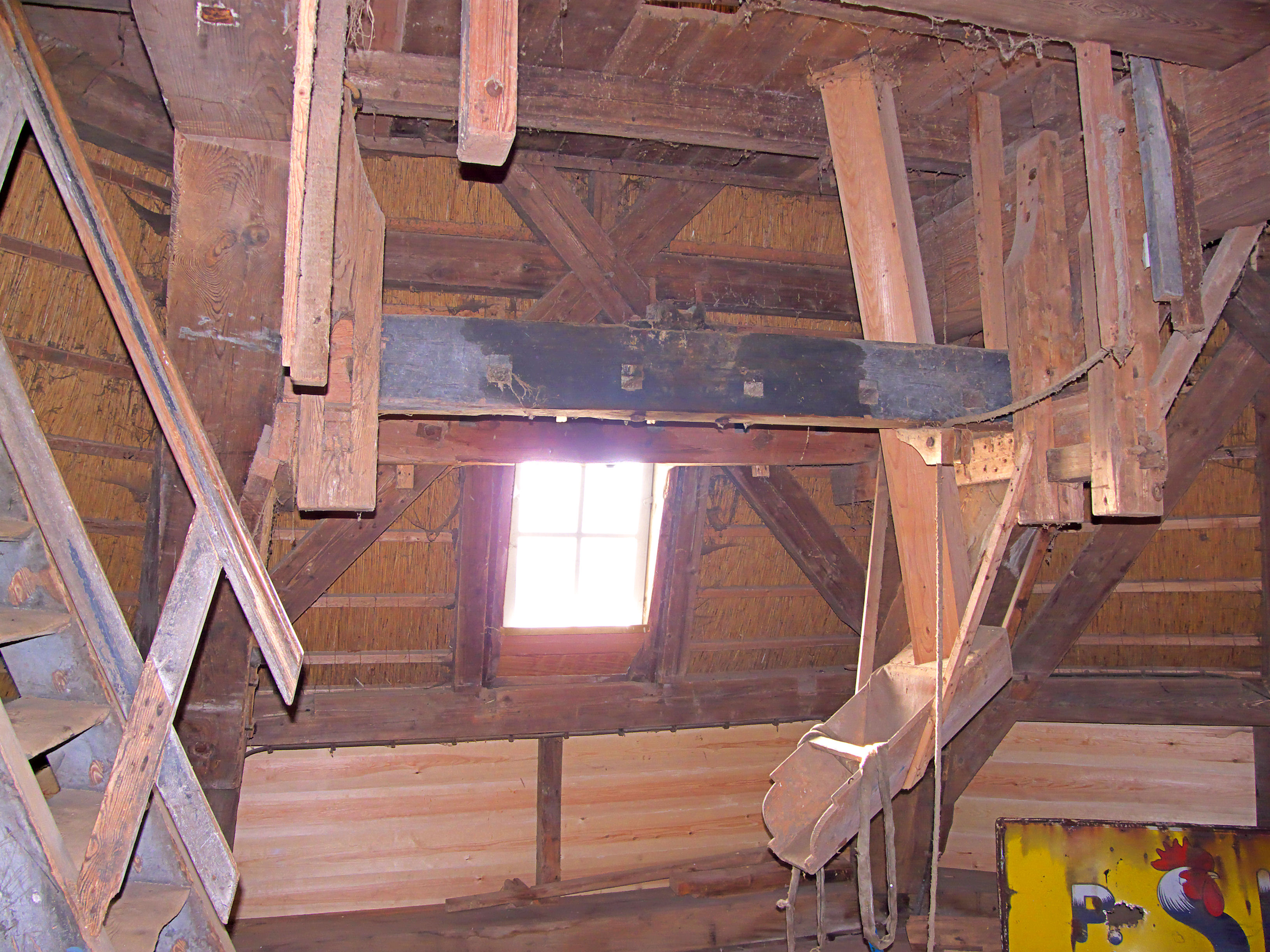
Een van de twee lichten